# Seks i filozofia
Seks i filozofia (pers. سکس و فلسفه / Seks ve felsefe) – tadżycko-francusko-irański film fabularny z 2005 roku w reżyserii Mohsena Makhmalbafa. Zdjęcia kręcono w Tadżykistanie.

## Opis fabuły
W dniu swoich czterdziestych urodzin, mężczyzna próbuje zrewidować całe swoje dotychczasowe życie. Wszystkie cztery kobiety, z którymi był związany w przeszłości zaprasza w jedno popołudnie do szkoły tańca, którą prowadzi. Kobiety są zaskoczone, że w przeszłości wszystkie były związane z tym samym mężczyzną. Mężczyzna opowiada o początkach każdego związku i przekazuje każdej z nich podarunek - stoper, który mają włączyć wtedy, kiedy będą doświadczać prawdziwej miłości. Już po spotkaniu, jedna z kobiet umawia się z nim telefonicznie w swoim domu. Jednak jej dom splądrował jej zazdrosny partner. Mężczyzna zostaje sam.

## Obsada
- Daler Nazarow
- Mariam Gaibowa
- Farzona Beknazarowa
- Tahmineh Ebrahimowa
- Malohat Abdułajewa
- Nadira Abdułajewa